# San Gregorio da Sassola
San Gregorio da Sassola (fino al 1872 San Gregorio) è un comune italiano di 1 403 abitanti della città metropolitana di Roma Capitale nel Lazio.

## Geografia fisica
San Gregorio da Sassola si estende su un territorio di circa 35 km², sul versante occidentale dei monti Prenestini, alle pendici del monte Cerella, il cui centro storico giace su un "basamento" vulcanico staccato dai rilevi calcare esistenti nei dintorni. 
La forma del territorio ha agevolato la difesa, situazione che ha favorito l'insediamento e la nascita dell'abitato, del quale la parte nuova è stata edificata su delle rocce calcaree. 
L'antico borgo medievale e i quartieri storici si sono sviluppati proprio sopra la roccia vulcanica, sulla quale sono facilmente identificabili i tufi pisolitici, caratterizzati dalla presenza evidente di lapilli (sferette di cenere agglomerata); sono così chiamati, perché scambiati erroneamente per i granuli ovoidali che caratterizzano invece le rocce calcaree o pisoliti.

### Territorio
Il paese si presenta al visitatore in due parti distinte, e quasi contrapposte,che compongono la struttura urbana di San Gregorio. 
Anche se in stretta relazione le due parti  (il nucleo medievale e l'ampliamento barocco) sono ben distinte anche sotto il profilo dell'identità: il nucleo medievale ha un impianto classico "a fuso d'acropoli" (un unico asse centrale da cui si dipartono le vie laterali; esempi tipici sono Chianciano e Minucciano), con la differenza che la via principale si biforca a "Y" all'altezza del palazzo baronale.; il Castello è alloggiato proprio nella forcella della "Y".
La parte barocca presenta una via centrale sulla quale si affacciano due blocchi residenziali: il più antico di questi, che risale al XVII secolo, è formato da cinque blocchi di case a schiera che terminano in una piazza ellittica formata da quattro "quartieri" dei quali uno mai costruito.
Ai confini con il comune di Ciciliano si trova la vetta della Spina Santa dei monti Prenestini.

### Clima
- Classificazione climatica: zona D, 2091 GR/G

## Storia
Il territorio faceva parte del fondo Ancesano, che Gregorio Magno donò nel 587 al monastero di Sant'Andrea al Celio. Intorno al castello, sorto nel X secolo si venne a creare un centro abitato, in concorrenza con Castel Faustiniano, che fu abbandonato entro il XIV secolo. Fu conteso tra i Colonna e gli Orsini.
Nel 1567 il cardinale Prospero Publicola Santacroce acquistò il feudo da Giordano Orsini. Passò in seguito ai Conti di Poli (1599), con cui divenne principato, e ai Barberini (1632) e quindi al cardinale Carlo Pio di Savoia (1655).
Dopo la peste del 1656 il cardinale volle un'espansione urbanistica, detta "Borgo Pio" , nella quale furono inserite 90 famiglie provenienti dai paesi vicini.
Dopo l'unità d'Italia il comune prese il nome di San Gregorio da Sassola, nell'errata convinzione che corrispondesse all'antica città di Saxula.

### Simboli
Lo stemma comunale è uno scudo di azzurro, al leone d'oro che stringe nella zampa anteriore destra un ramoscello d'olivo; all'animale è inoltre sovrapposta una sbarra ondata, diminuita e abbassata, caricata da un monte all'italiana, ristretto, di tre cime, e da una stella di sei raggi.
Il gonfalone è un drappo troncato di rosso e di azzurro.

## Monumenti e luoghi d'interesse

### Architetture religiose

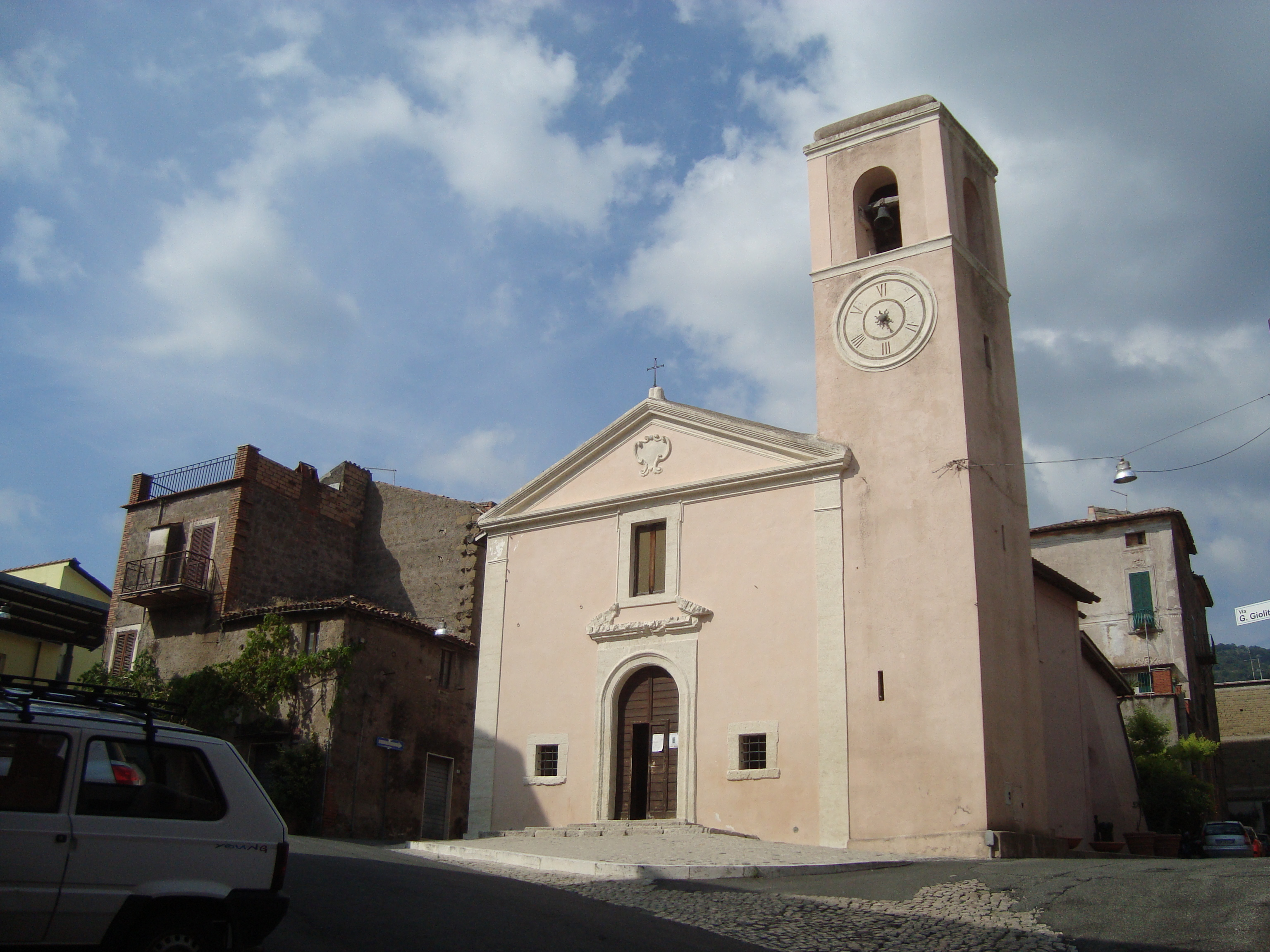
Chiesa di San Sebastiano

- Chiesa parrocchiale dedicata a san Gregorio Magno del 1537; conserva una tavola trecentesca con l'immagine del Salvatore.
- Chiesa della Madonna della Cavata, cinquecentesca, che conserva affreschi e un'immagine trecentesca della Madonna, secondo la tradizione ritrovata miracolosamente sotto terra da alcuni contadini intenti al lavoro dei campi.

### Architetture militari

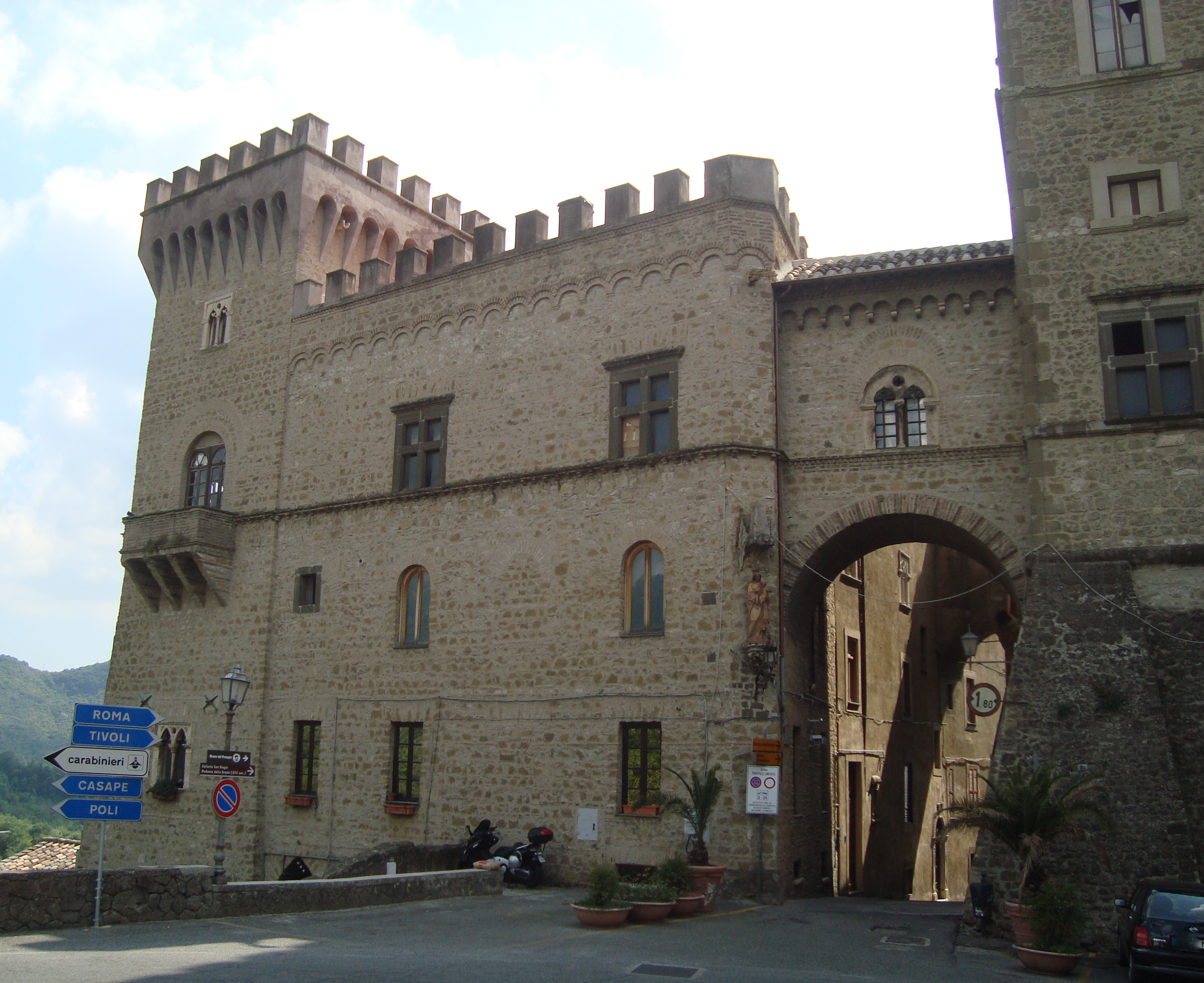
Castello Brancaccio

- Castello Brancaccio, costruito nel X secolo e con modifiche alla metà del XVII secolo; nel 1889 fu acquistato dai principi Brancaccio e dal 1991 è di proprietà comunale. All'interno sono presenti affreschi cinquecenteschi, attribuiti a Federico Zuccari.

### Architetture civili
- Borgo Pio: espansione urbanistica seicentesca costituita da una strada diritta fiancheggiata da case in cinque gruppi uguali e terminante nella ellittica piazza del Teatro (detta piazza Padella).

## Società

### Evoluzione demografica
Abitanti censiti

### Etnie e minoranze straniere
Al 31 dicembre 2013 a San Gregorio da Sassola risultavano residenti 126 cittadini stranieri, la nazionalità più rappresentata è quella rumena, con 98 residenti.

### Tradizioni e folclore
- Pasquella 5 gennaio: figuranti in costume tradizionale percorrono le vie del paese raccogliendo doni e tavolata con prodotti tipici da degustare
- Pagnottelle di Sant'Antonio 17 gennaio): distribuzione all'alba di pane tradizionale impastato con farina, olio, anice e ricotta
- Festa patronale di san Gregorio Magno (12 marzo): processione con la statua cinquecentesca del santo.
- Festa della Madonna della Cavata, in onore di un'immagine della Madonna ritenuta miracolosa e ritrovata sotto terra da alcuni contadini che lavoravano i campi.

## Cultura
Il borgo fa da cornice al videoclip musicale della canzone Alessandra sarà sempre più bella di Fabrizio Moro (2015).

## Infrastrutture e trasporti

### Strade
- SP53/a di Poli e Casape
- SP Arci-Empolitana
- SP Monitola

## Amministrazione
Nel 1872 San Gregorio cambia denominazione in San Gregorio da Sassola.

### Altre informazioni amministrative
- Fa parte della Comunità montana dei Monti Sabini, Tiburtini, Cornicolani e Prenestini

## Sport

### Calcio
- A.S.D. Gregoriana che milita nella stagione 2024-2025 il campionato di Promozione Lazio.